# 陳卓愉
陳卓愉（1951年10月25日—）是加拿大首位被委任成為内閣成員的华裔。他於1993年至2000年及2004年至2008年期間擔任國會下議院議員，代表卑詩省列治文選區。

## 生平
陳卓愉1951年出生於香港，1969年（即加拿大政府完全開放移民政策後兩年）移民到加拿大。1977年在卑詩大學獲得應用科學（工程物理）學位。1977至1993年期間，他就職於卑詩大學核子研究所（TRIUMF），並曾任研究組組長。
1989年六四事件後，陳卓愉參與組織溫哥華支援民主運動聯合會（簡稱溫支聯），並曾擔任該會主席。
陳卓愉於1991年加入加拿大聯邦自由黨，並於1993年當選為國會下議院議員，代表卑詩省列治文选区。他也即時被總理克理田（Jean Chrétien）委任為外交及國際貿易部旗下的亞太事務部總書記。他於1997年聯邦大選中順利連任，並保留其内閣職位。他於2000年聯邦大選中敗於加拿大保守黨候選人蘇立道，因而失去了其内閣職位。
蘇立道於2002年轉投自由黨，並於2004年與陳卓愉爭奪列治文選區自由黨候選人的資格，最終由陳卓愉勝出。陳並於同年的聯邦大選再度當選為國會議員，也被總理馬田（Paul Martin）委任為文化部旗下的多元文化國務部長。
2006年，陳卓愉成功連任，並擔任聯邦自由黨邊境事務評論員。然而兩年後的聯邦大選，陳被保守黨候選人黃陳小萍以約8,000張選票之差擊敗，未能再度連任。
陳卓愉於2009年與樂美森和蘇立道爭奪來屆聯邦大選列治文選區的自由黨候選人資格，最終由蘇立道勝出。